# Гродненская возвышенность
Гро́дненская возвы́шенность (бел. Гро́дзенскае ўзвы́шша) — возвышенность в юго-западной части Белорусской гряды. Располагается на территории Беларуси и частично Польши.

## Географическое положение
Гродненская возвышенность занимает часть Гродненской области Беларуси, включая город Гродно. На северо-востоке соседствует с Неманской низменностью, на востоке — со Скидельской низиной, на юге — с Волковысской возвышенностью. Западные отроги возвышенности, заходящие на территорию Польши, носят название Сокольских холмов (пол. Wzgórza Sokólskie).
Площадь Гродненской возвышенности составляет 1,4 тыс. км². Максимальная высота над уровнем моря — 247 м. Протяжённость с севера на юг — 70 км, с запада на восток — около 40 км. Через восточную часть возвышенности протекает река Неман.

## Рельеф
Гродненская возвышенность приурочена к западному крылу Белорусской антеклизы.
В формировании рельефа участвовало не менее четырёх оледенений. Об этом можно судить по наличию четырёх т. н. конечных морен — Коптёвской, Могилянской, Кулевской и Дубровской гряд. На территории возвышенности присутствуют и другие моренные элементы рельефа (например, Индурская и Рачицкая равнины высотой 180—210 м), а также плато.
Поверхность Гродненской возвышенности преимущественно волнистая, с небольшими холмами-останцами. Участок с наибольшей высотой в 247 м располагается в 12 км к югу от Гродно. Над урезом Немана высота понижается до 157 м. Рельеф окраин возвышенности отличается крупными холмами и увалами с амплитудой высот до 20—25 м.
Долина Немана, прорезающая территорию возвышенности, до впадения Лососны достаточно широка. Далее она значительно сужается; ширина русла Немана при этом составляет 50—100 м. Узкая часть долины проходит через участок моренных завалов в ледниковой ложбине и прадолину Немана, образовавшуюся после одного из древних оледенений. Строение долины сложное, в её состав входят верхняя терраса, восемь локальных террас и три пойменных уровня. Края долины Немана пересекают глубокие овраги. Один из них, Колодежный ров, входит в список памятников природы Белоруссии.

## Почвы и флора
Почвы преимущественно дерново-подзолистые. На территории Гродненской долины встречаются хвойные леса со значительной примесью дуба, клёна, ясеня, липы. В долине Немана на склонах крупных оврагов растут барбарис, боярышник, шиповник, в поймах рек — ива, берёза, ольха.

## Хозяйственное освоение
Пашня занимает около 40 % территории Гродненской возвышенности. 9 % территории покрыто лесом.
Многочисленные холмы являются популярным местом походов выходного дня благодаря своей живописности.